# Nathalie Gontard
Nathalie Gontard, née en 1964 en Ardèche, est une chercheuse en science des emballages, directrice de recherche à l'Institut national de recherche pour l'agriculture, l'alimentation et l'environnement (Inrae).
Pionnière de l'emballage alimentaire écologique, elle est connue pour dénoncer depuis 20 ans le tout-plastique.

## Biographie

### Formation
Nathalie Gontard est diplômée d'un IUT en génie biologique, puis d'un diplôme d'ingénieur en Sciences et Technologies alimentaires à Polytech Montpellier. Sa thèse de doctorat en Sciences des aliments, soutenue en 1991, reçoit le Prix européen sur la valorisation de coproduits céréaliers en 1992.

### Carrière
Depuis la fin de ses études, elle a participé à plus de cinquante projets internationaux et à l'écriture de centaines d'articles scientifiques.
De 1992 à 1998, elle est chercheuse au Centre de coopération internationale en recherche agronomique pour le développement (Cirad), et enseignante à la section Industries alimentaires des régions chaudes de l'École nationale supérieure des industries agricoles et alimentaires. Elle part ensuite au Japon comme chercheuse à l'université de Uji, de 1998 à 1999. De retour en France en 2000, elle devient professeur à l’université de Montpellier, jusqu'en 2010 ; puis elle retourne au Japon pendant un an comme professeur à l’université de Kyoto.
Depuis 2011, elle est directrice de recherche à l'UMR « Ingénierie des agropolymères et technologies émergentes », à l'Inrae de Montpellier. Avec son équipe de chercheurs, elle poursuit ses recherches sur le devenir des déchets plastiques accumulés dans les décharges, visant à développer l’emballage « idéal » sur les plans économique, écologique et sociétal. Elle adopte une démarche féministe dans son cadre professionnel.

Elle dénonce régulièrement dans les médias la consommation effrénée de plastiques et leur accumulation sur terre et en mer. Elle publie en 2020 un essai sur le sujet, fruit de ses dizaines d'années de recherches, Plastique, le grand emballement. Elle critique en particulier « les fausses bonnes solutions », les fausses promesses du recyclage, qui ne tiennent pas compte des dangers représentés par les particules micro et les nanoplastiques pour la santé et l'environnement : 

« Le plastique de votre barquette de frites, qu’il soit ou pas recyclé en chaise de jardin ou en sac de sport, viendra forcément grossir l’énorme réservoir de petites particules capables d’empoisonner nos corps et surtout ceux des générations à venir. »

### Décoration
- 2022 : Chevalière de la Légion d'honneur[9]

## Publications
- Plastique, le grand emballement, avec Hélène Seingier, Paris, éditions Stock, coll. « Essais-Documents », 2020[1]
- Les Emballages actifs (dir.), préface de Ted Labuza, Paris, éditions Lavoisier, coll. « Tec & Doc », 2000

## Distinctions
- Lauréate du laurier Défi scientifique de l'Inrae pour ses travaux sur la biodégradation de plastiques fabriqués à partir de résidus agro-alimentaires[10] (2017)
- Lauréate de deux étoiles de l'Europe :
  - 2015 : pour le projet EcoBioCap
  - 2021 : pour le projet de NoAW[11].

### Radio
- « Plastique : de l’invention des trente glorieuses à la perte de contrôle », France Culture, L'Invité(e) des Matins d'été de Julie Gacon, le 19 août 2025